# Saint-Ovin
Saint-Ovin és un municipi francès situat al departament de la Manche i a la regió de Normandia. L'any 2007 tenia 736 habitants.

## Demografia

### Població
El 2007 la població de fet de Saint-Ovin era de 736 persones. Hi havia 286 famílies de les quals 57 eren unipersonals (8 homes vivint sols i 49 dones vivint soles), 102 parelles sense fills, 115 parelles amb fills i 12 famílies monoparentals amb fills.
La població ha evolucionat segons el següent gràfic:
Habitants censats

### Habitatges
El 2007 hi havia 325 habitatges, 286 eren l'habitatge principal de la família, 22 eren segones residències i 18 estaven desocupats. Tots els 325 habitatges eren cases. Dels 286 habitatges principals, 227 estaven ocupats pels seus propietaris, 58 estaven llogats i ocupats pels llogaters i 1 estava cedit a títol gratuït; 1 tenia una cambra, 16 en tenien dues, 33 en tenien tres, 79 en tenien quatre i 157 en tenien cinc o més. 215 habitatges disposaven pel capbaix d'una plaça de pàrquing. A 113 habitatges hi havia un automòbil i a 154 n'hi havia dos o més.

### Piràmide de població
La piràmide de població per edats i sexe el 2009 era:
| Homes | Edats   | Dones |
| ----- | ------- | ----- |
| 0     | 95 o +  | 0     |
| 0     | 90 a 94 | 4     |
| 0     | 85 a 89 | 0     |
| 0     | 80 a 84 | 12    |
| 12    | 75 a 79 | 12    |
| 20    | 70 a 74 | 16    |
| 8     | 65 a 69 | 20    |
| 20    | 60 a 64 | 28    |
| 16    | 55 a 59 | 4     |
| 12    | 50 a 54 | 8     |
| 28    | 45 a 49 | 28    |
| 28    | 40 a 44 | 52    |
| 32    | 35 a 39 | 12    |
| 16    | 30 a 34 | 36    |
| 12    | 25 a 29 | 20    |
| 12    | 20 a 24 | 16    |
| 28    | 15 a 19 | 40    |
| 28    | 10 a 14 | 28    |
| 12    | 5 a 9   | 36    |
| 32    | 0 a 4   | 16    |

## Economia
El 2007 la població en edat de treballar era de 447 persones, 356 eren actives i 91 eren inactives. De les 356 persones actives 344 estaven ocupades (177 homes i 167 dones) i 12 estaven aturades (4 homes i 8 dones). De les 91 persones inactives 25 estaven jubilades, 40 estaven estudiant i 26 estaven classificades com a «altres inactius».

### Ingressos
El 2009 a Saint-Ovin hi havia 304 unitats fiscals que integraven 770,5 persones, la mediana anual d'ingressos fiscals per persona era de 16.586 €.

### Activitats econòmiques
Dels 24 establiments que hi havia el 2007, 1 era d'una empresa alimentària, 2 d'empreses de fabricació d'altres productes industrials, 11 d'empreses de construcció, 4 d'empreses de comerç i reparació d'automòbils, 1 d'una empresa d'hostatgeria i restauració, 1 d'una empresa financera, 1 d'una empresa de serveis, 2 d'entitats de l'administració pública i 1 d'una empresa classificada com a «altres activitats de serveis».
Dels 12 establiments de servei als particulars que hi havia el 2009, 1 era un taller de reparació d'automòbils i de material agrícola, 2 paletes, 2 guixaires pintors, 3 fusteries, 3 lampisteries i 1 restaurant.
L'únic establiment comercial que hi havia el 2009 era una fleca.
L'any 2000 a Saint-Ovin hi havia 57 explotacions agrícoles que ocupaven un total de 1.247 hectàrees.

## Equipaments sanitaris i escolars
El 2009 hi havia una escola elemental.

## Poblacions més properes
El següent diagrama mostra les poblacions més properes.